# Parambia gnomosynalis
Parambia gnomosynalis là một loài bướm đêm trong họ Crambidae.